# Institut thérapeutique, éducatif et pédagogique
Un Institut thérapeutique, éducatif et pédagogique (ITEP) — anciennement nommé Institut de rééducation (IR) ou Institut de rééducation psychothérapeutique (IRP) avant le décret du 6 janvier 2005 –, est une structure médico-sociale française qui a pour vocation d’accueillir des enfants ou des adolescents présentant des difficultés psychologiques dont l’expression, notamment les troubles du comportement, perturbe gravement la socialisation et l’accès aux apprentissages. Ces enfants, adolescents et jeunes adultes se trouvent, malgré des potentialités intellectuelles et cognitives préservées, engagés dans un processus handicapant qui nécessite alors le recours à des actions conjuguées et à un accompagnement personnalisé.
Généralement une équipe pédagogique est présente pour encadrer l'enfant ou l'adolescent. Cette équipe peut être composée par exemple d'un psychologue, d'un orthophoniste, d'éducateurs spécialisés, d'un psychomotricien et d’enseignants.

## Indication
Ce sont les difficultés psychologiques qui constituent le premier élément d'indication pour une orientation vers un ITEP.
Leur intensité et leur caractère durable en constituent des éléments essentiels lorsque les manifestations perturbent la scolarisation et la socialisation, qu'elles s'expriment sur un mode d'extériorisation ou de retrait, et ne sont pas d'ordre passager, circonstanciel ou réactionnel. Il s'agit de symptômes liés à des difficultés psychologiques qui perdurent. 
Les jeunes relevant d'ITEP se trouvent, malgré des potentialités intellectuelles préservées, engagés dans un processus handicapant pouvant compromettre à terme leur participation sociale.
Ce processus handicapant requiert des moyens thérapeutiques, éducatifs et pédagogiques conjugués. Sous égide institutionnelle, un accompagnement personnalisé contribue à restaurer les compétences et potentialités des jeunes concernés, à rétablir leurs liens avec l'environnement social. Cette approche interdisciplinaire à visée soignante, avec personnalisation des propositions d'intervention, constitue une des principales spécificités des ITEP. 
D'une façon générale, les ITEP ne sont pas appropriés pour des enfants et adolescents présentant des troubles de type autistiques, des troubles psychotiques prédominants ou des déficiences intellectuelles.
Les ITEP développent nécessairement des coopérations avec l'Éducation nationale et la pédopsychiatrie. Des ponts peuvent aussi être créés avec la protection de l'enfance, ou la protection judiciaire de la jeunesse.

## Modalités d'accompagnement
L'orientation vers un ITEP se fait par décision de la commission des droits et de l'autonomie des personnes handicapées (CDAPH) du département de résidence, c'est ensuite la Maison départementale des personnes handicapées (MDPH) qui s'occupe de la gestion du dossier de la personne à accueillir.
Les modalités d’accueil dans ce type de structure sont toujours personnalisées et définies en lien avec les parents. À ce titre, le terme utilisé par les instructions officielles d'"accompagnement du jeune" (et non de placement)  n'est pas anodin. Elles privilégient, autant que possible, le maintien dans l'environnement familial, scolaire et social de l'enfant ou de l'adolescent. 
Sur un territoire donné, l'ITEP doit pouvoir décliner des propositions d'accueil : appui de proximité par un service d'éducation spéciale et de soins à domicile (SESSAD), accueil de jour à temps partiel, semi-internat, internat modulé (quelques soirs) ou à temps complet en établissement, ou en accueil familial spécialisés. L'évolution actuelle vers des dispositifs ITEP rend plus facile ces déclinaisons. 
En plus de médecins psychiatres, de psychologues et de psychomotriciens  nous retrouvons également des éducateurs de jeunes enfants, des infirmiers , des éducateurs spécialisés , des orthophonistes et des instituteurs. (liste non exhaustive)   

## Organisation de la scolarité en ITEP
La scolarité s'organise dans chaque établissement selon le projet de l'unité d'enseignement de celui-ci :
- soit dans le cadre d'un Projet de scolarité en alternance, à l'école ou au collège de référence, à temps partiel ou total,  avec l'appui des professionnels de l'ITEP.
- soit dans l’ITEP lui-même.
- soit dans des classes en inclusion, dans des collèges ou des lycées avec un personnel propre à l'ITEP.

Les professeurs doivent être titulaires d'un CAPA SH option D. L'éducation nationale propose cependant beaucoup de professeur non spécialisés, et souvent débutants, pour ces postes difficiles.
Les ITEP font partie intégrante de l'ensemble des dispositifs de l'enseignement spécialisé en France.

## Environnement institutionnel
Les ITEP tendent aujourd'hui à se décliner en "dispositif ITEP", associant modes d'accueil et d'accompagnement variés et modulables, permettant ainsi de suivre au plus près les besoins du jeune accueilli au sein de ces établissements et services.
L'association des ITEP et de leurs réseaux (AIRe) regroupe, au niveau national, un grand nombre d'ITEP. Elle est représentative auprès des instances nationales et européennes pour les ITEP. Elle a été à l'initiative du décret du 6 janvier 2005 et milite aujourd'hui activement pour la promotion de la notion de "dispositif ITEP". 
Cette association organise régulièrement des journées d'étude et de réflexion destinées aux professionnels concernés ou intéressés par la problématique des jeunes relevant d'ITEP.

## Droits des enfants et adolescents accueillis
Les enfants et adolescents accueillis en ITEP bénéficient des mêmes garanties de leurs droits fondamentaux que les publics accueillis ou accompagnés dans les autres catégories d’ESSMS.